# Вукосава Донева
Вукосава Донева-Варколи (на македонска литературна норма: Вукосава Донева-Варколи) е театрална, филмова и телевизионна актриса, поетеса, преводач и преподавател от Югославия, Република Македония и Австралия.

## Биография
Родена е на 22 февруари 1935 година в Струмица, тогава в Кралство Югославия. Завършва литература и македонски език във Философския факултет на Скопския университет. От 1953 до 1957 година работи в радиодрама на Радио Скопие, а от 1957 до 1988 година е член на Македонския народен театър, където играе много главни роли. Играе и в няколко игрални филма. Авторка е и на седем самостоятелни пиеси, на стихосбирки, както и на монодрамата „Велика“. От 1970 до 1976 година преподава сценично говорене във Факултета за драматични изкуства на Скопския университет. В 1976 година получава наградата „13 ноември“ за ролята на Хеда Габлер.
1988 година емигрира в Австралия. Членка е литературното дружество „Григор Пърличев“ в Сидни и на Дружеството на писателите на Македония. Носителка е на наградата за цялостно творчество на „Македонско сонце“.
Умира на 7 юни 2016 година в Сидни, Австралия.

## Филмография[1]
| Име                         | Оригинално име                | Година | Роля          |
| --------------------------- | ----------------------------- | ------ | ------------- |
| „Мирно лято“                | „Мирно лето“                  | 1961   | второстепенна |
| „Македонска кървава сватба“ | „Македонска крвава свадба“    | 1967   | второстепенна |
| „Мементо“                   | „Мементо“                     | 1967   | второстепенна |
| „Време без война“           | „Време без војна“             | 1969   | второстепенна |
| „Македонски дял от пъкъла“  | „Македонскиот дел од пеколот“ | 1971   | второстепенна |
| „Хай-фай“                   | „Хај-фај“                     | 1987   | главна        |

## Стихосбирки[2]
| Име                           | Оригинално име                |
| ----------------------------- | ----------------------------- |
| „Къщи за продаване и молитва“ | „Куќи за продавање и молитва“ |
| „Чаша вода за океана“         | „Чаша вода за океанот“        |
| „И не като вейка на вятъра“   | „И не како вејка на ветрот“   |
| „Тъкане на черга“             | „Ткаење черга“                |